# Val-d'Étangson
Val-d'Étangson es una comuna nueva francesa situada en el departamento de Sarthe, de la región de Países del Loira.

## Historia
Fue creada el 1 de enero de 2019, en aplicación de una resolución del prefecto de Sarthe de 13 de septiembre de 2018 con la unión de las comunas de Évaillé y Sainte-Osmane, pasando a estar el ayuntamiento en la antigua comuna de Évaillé.

## Demografía
Según los datos aportados en la resolución del prefecto de Sarthe, la comuna se crea con 538 habitantes.

## Composición
| Comuna fusionada | Código INSEE | Población (2016) | Superficie (km²) | Densidad (hab./km²) |
| ---------------- | ------------ | ---------------- | ---------------- | ------------------- |
| Évaillé          | 72128        | 346              | 19.43            | 18                  |
| Sainte-Osmane    | 72304        | 180              | 11.88            | 15                  |